# Sezayi Erken
Sezayi Erken est un photographe photojournaliste turc né le 5 avril 1978.

## Biographie
Issu d'une famille immigrée du Caucase, Sezayi Erken est né à Tufanbeyli, sixième enfant de la famille. Après ses 
études secondaires à Adana, il intègre l'Université d'Ankara pour étudier les langues anciennes pendant trois ans.
Sa vraie passion étant la peinture, il abandonne ses études pour se consacrer à cet art pendant deux ans.
En 2001, il commence des études de journalisme à l'université Anadolu  avec la bénédiction de ses parents. Mais en 2002, il subit le drame de la perte de son père et se remet totalement en question. Il se tourne alors vers la photographie, qu'il avait commencé à découvrir à Eskişehir, en empruntant un Pentax de l'université.
Grâce à ses professeurs Melih Z. Arican et Merter Oral, un important photographe documentaire et social en Turquie, Erken se tourne résolument vers le photojournalisme social, cherchant sans cesse à témoigner de la vie ordinaire des gens, ressentant très profondément comme ses sujets la vie modeste et quotidienne.
Erken obtient son diplôme de journaliste en 2006 et commence à travailler comme photo-reporter, aux côtés de Mustafa Ozer, pour l'Agence France-Presse de Turquie.
Erken a produit plusieurs reportages en Turquie et ailleurs. Il a réalisé notamment un projet sur les pêcheurs d'escargots dans la Mer Noire et un reportage intitulé les Portugais. Il a aussi réalisé un sujet sur les cordonniers de Harputlu Passage, qui travaillent dans des conditions très difficiles et gagnent quelques sous pour des journées longues de 14 à 17 heures.
Erken a publié dans divers journaux comme  Le Monde, Newsweek, Time, L'express, Stern, The New York Times, The Guardian.
Il vit et travaille essentiellement à Istanbul, photographiant sans cesse toutes les choses de la vie.
Erken a participé en 2004 à une exposition collective à Istanbul, mais depuis a fait le choix
de ne pas exposer, sauf dans le cadre d'actions caritatives.